# Neuenbürg
Neuenbürg è una città tedesca situata nel land del Baden-Württemberg.